# جغرافیای ترابری

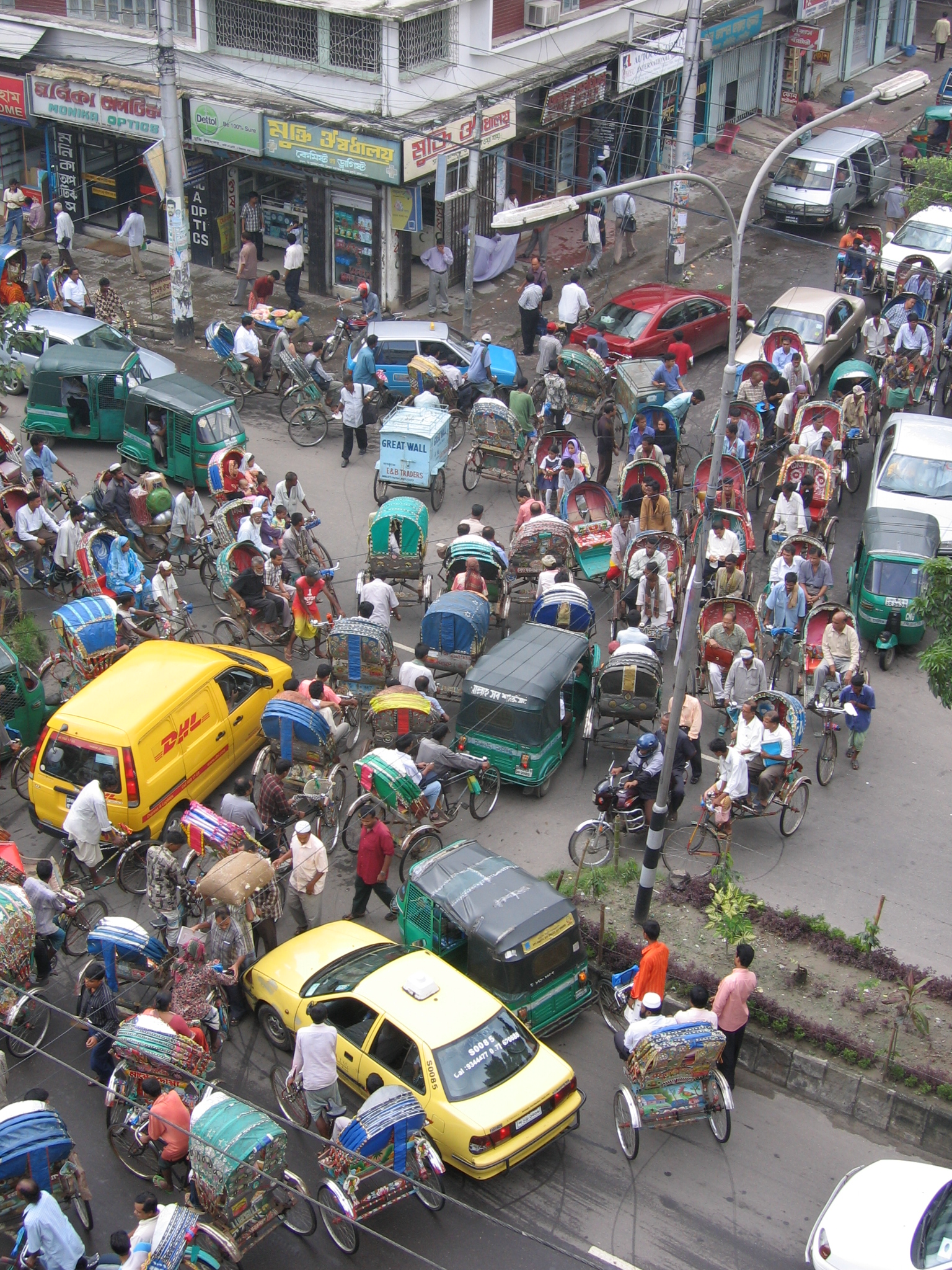
تعامل فضایی در داکا

جغرافیای ترابری یا جغرافیای حمل‌ونقل شاخه ای از جغرافیا است که به بررسی حرکت و ارتباطات بین افراد، کالاها و اطلاعات در سطح زمین می‌پردازد.
ترابری برای فعالیت اقتصادی مبادله ضروری است؛ بنابراین، جغرافیای ترابری و جغرافیای اقتصادی تا حد زیادی به هم مرتبط هستند. در پایه‌ترین سطح، انسان‌ها حرکت می‌کنند و بنابراین با پیاده‌روی با یکدیگر تعامل دارند، اما جغرافیای ترابری معمولاً سامانه‌های ترابری منطقه‌ای یا جهانی پیچیده‌تری را مطالعه می‌کند که شامل حالت‌های متعدد به هم پیوسته مانند ترابری عمومی، خودروهای شخصی، دوچرخه، راه‌آهن باری، اینترنت و هواپیما می‌شود. بیشتر چنین سامانه‌هایی به‌طور فزاینده ای ماهیت شهری دارند؛ بنابراین، ترابری و جغرافیای شهری ارتباط تنگاتنگی با یکدیگر دارند. شهرها تا حد زیادی به واسطه انواع مبادله و تعاملی که توسط حرکت تسهیل می‌شود، شکل می‌گیرند. از قرن نوزدهم به‌طور فزاینده ای، ترابری به عنوان راهی برای رقابت شهرها، کشورها یا شرکت‌ها با یکدیگر در فضاها و زمینه‌های مختلف دیده می‌شود.